# Krolañ
Krolañ o Kralanh es uno de los trece distritos que forman la provincia camboyana de Siem Riep, con una población estimada en marzo de 2008 de 57 690 habitantes. Está dividido en las siguientes  comunas (khum), que se muestran asimismo con población estimada de 2008:
- Chonloas Dai 7,139
- Kampong Thkov 5,603
- Kralanh 5,282
- Krouch Kor 3,889
- Roung Kou 4,323
- Saen Sokh 7,757
- Sambuor 6,042
- Snuol 6,112
- Sranal 8,166
- Ta an 3,377[1]